# Saint-Evroult-de-Montfort
Saint-Evroult-de-Montfort là một xã trong tỉnh Orne, vùng Normandie tây bắc nước Pháp. Xã Saint-Evroult-de-Montfort nằm ở khu vực có độ cao trung bình 213 mét trên mực nước biển.